# Пеняни-Колонія
Пеняни-Колонія (пол. Pieniany-Kolonia) — село в Польщі, у гміні Лащів Томашівського повіту Люблінського воєводства.
Населення — 66 осіб (2011).
У 1975-1998 роках село належало до Замойського воєводства.

## Демографія
Демографічна структура станом на 31 березня 2011 року:
|          | Загалом | Допрацездатний вік | Працездатний вік | Постпрацездатний вік |
| -------- | ------- | ------------------ | ---------------- | -------------------- |
| Чоловіки | 36      | 7                  | 23               | 6                    |
| Жінки    | 30      | 3                  | 14               | 13                   |
| Разом    | 66      | 10                 | 37               | 19                   |